# Eggen I
Eggen I ist eine Ortschaft in der Gemeinde Liebenfels im Bezirk Sankt Veit an der Glan in Kärnten (Österreich). Die Ortschaft hat 23 Einwohner (Stand 1. Jänner 2024). Die Ortschaft liegt zur Gänze auf dem Gebiet der Katastralgemeinde Liemberg.

## Lage, Hofnamen
Die zur Ortschaft gehörenden Häuser liegen an einem Südhang nördlich und östlich des Ortes Liemberg, östlich des Gößebergs.
Folgende Hofnamen werden in der Ortschaft verwendet:
- Oberer Kastenbauer (Nr. 1)
- Unterer Kastenbauer (Nr. 2)
- Hobisch (Nr. 4)
- Keuschenbauer (Nr. 6)
- Tuschke (Nr. 7)
- Kreuzkrammer (Nr. 9)
- Rappe (Nr. 11)

## Geschichte
Der Ort wurde erstmals im Jahr 1285 erwähnt (sub Eke); 1423 wird er in Ekhen (Bedeutung: am Bergeck) genannt. 1828 wurde ein Teil des Orts – die Hausnummern 1 bis 3 – als Ober-Eggen bezeichnet. Bei der Schaffung der politischen Gemeinden Mitte des 19. Jahrhunderts kam der Ort Eggen zur Gemeinde Liemberg, mit deren Auflösung 1958 zur Gemeinde Liebenfels. Als 1973 auch die Gemeinde Sörg, in deren Gebiet es ebenfalls eine Ortschaft namens Eggen gab, an die Gemeinde Liebenfels angeschlossen wurde, hätte es zwei gleichnamige Ortschaften in einer Gemeinde gegeben. Daher werden seit damals die Namensformen Eggen I für den hier beschriebenen ehemals zur Gemeinde Liemberg gehörenden Ort und Eggen II für den ehemals zur Gemeinde Sörg gehörenden Ort verwendet.

## Bevölkerungsentwicklung
Für die Ortschaft zählte man folgende Einwohnerzahlen:
- 1869: 15 Häuser, 75 Einwohner[4]
- 1880: 14 Häuser, 54  Einwohner[5]
- 1890: 11  Häuser, 52 Einwohner[6]
- 1900: 11  Häuser, 49 Einwohner[7]
- 1910: 12  Häuser, 61 Einwohner[8]
- 1923: 11 Häuser, 65 Einwohner[9]
- 1934: 53 Einwohner[10]
- 1961: 7  Häuser, 38 Einwohner[11]
- 2001: 13 Gebäude (davon 12 mit Hauptwohnsitz) mit 16 Wohnungen; 39 Einwohner und 1 Nebenwohnsitzfall; 15 Haushalte; 1 Arbeitsstätte, 8 land- und forstwirtschaftliche Betriebe[12]
- 2011: 13 Gebäude, 27 Einwohner, 9 Haushalte, 1 Arbeitsstätte[13]
- 2021: 14 Gebäude, 23 Einwohner, 10 Haushalte, 2 Arbeitsstätten[14]

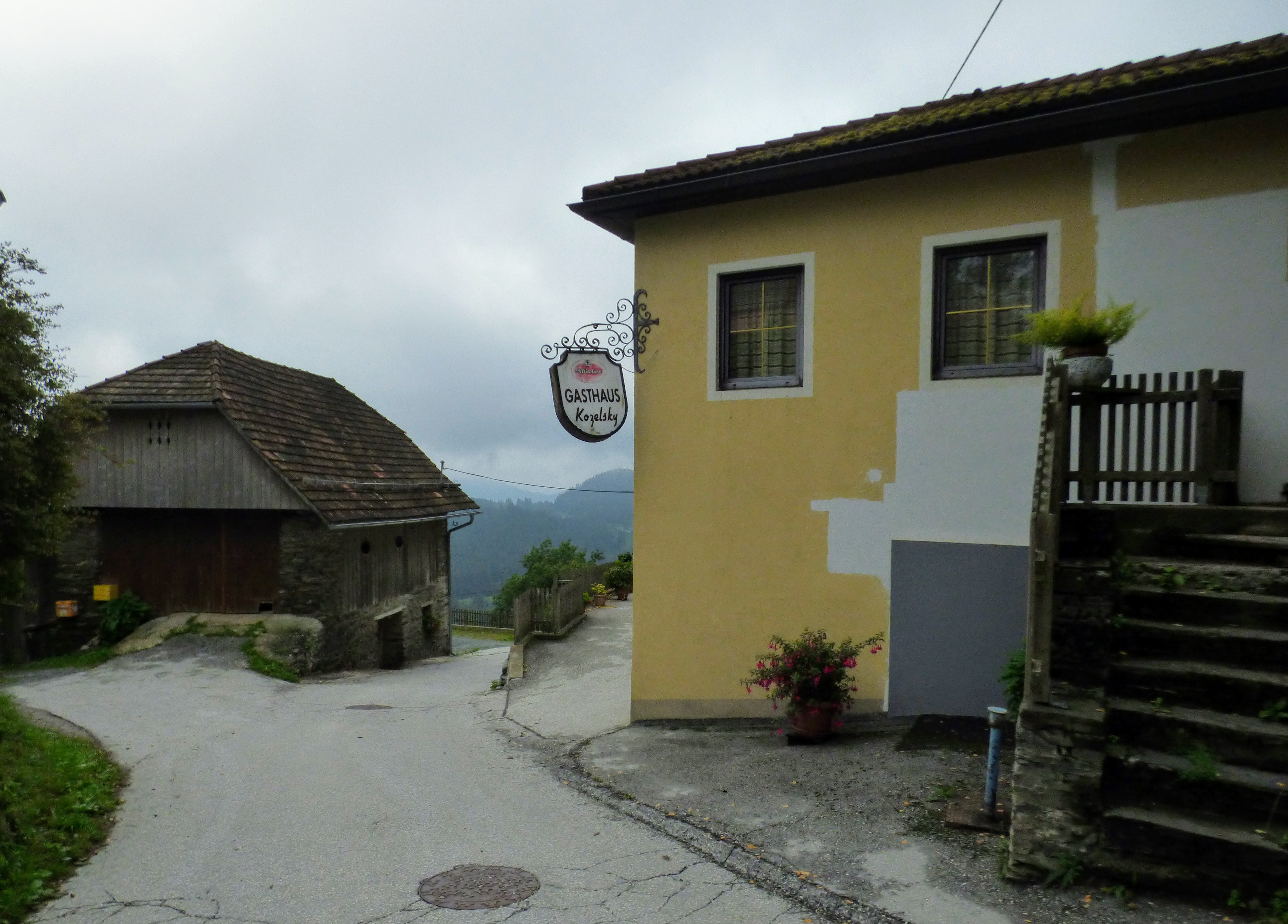
Gasthaus in Eggen I
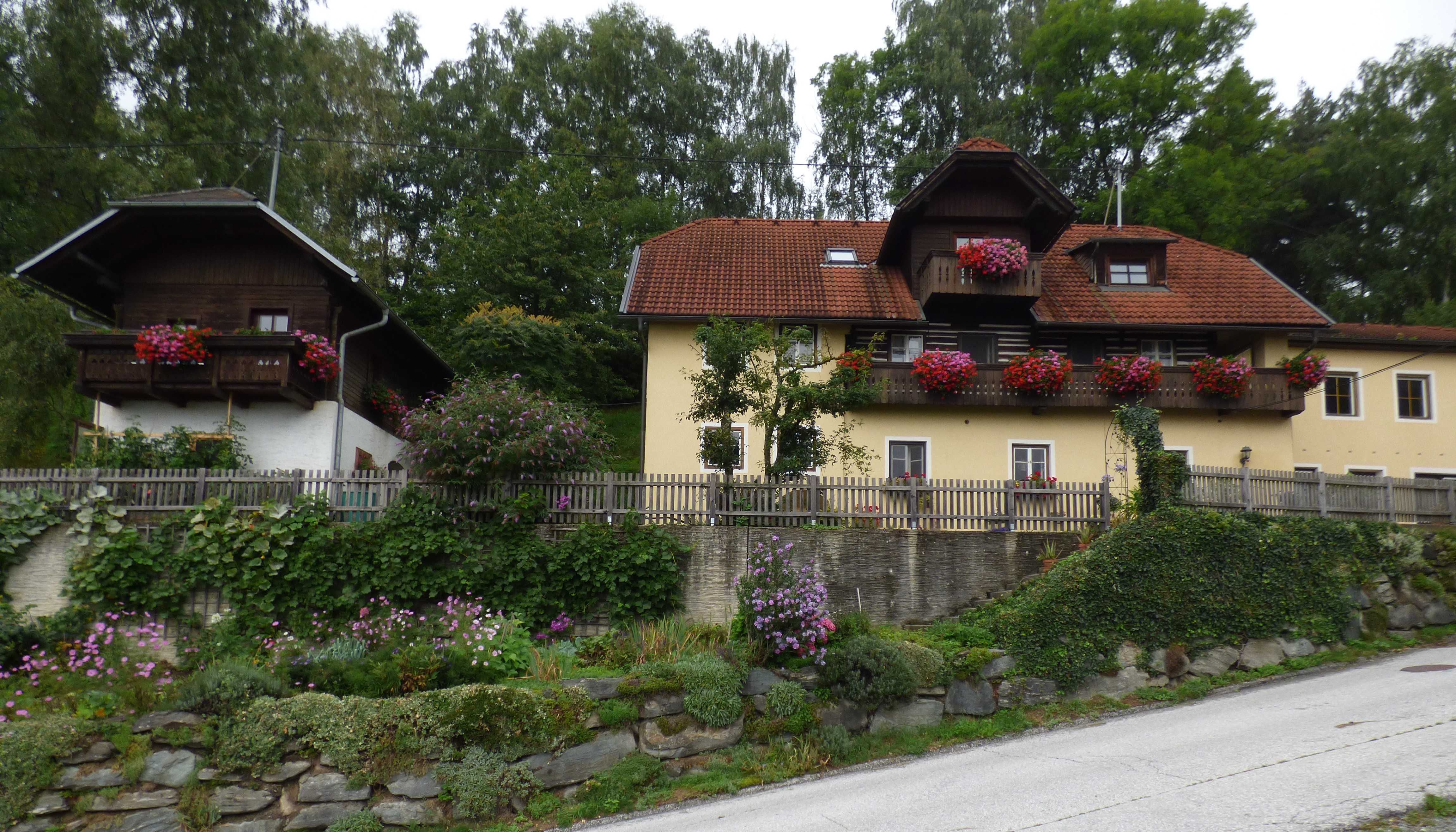
Eggen I Haus Nr. 9 mit Nebengebäude
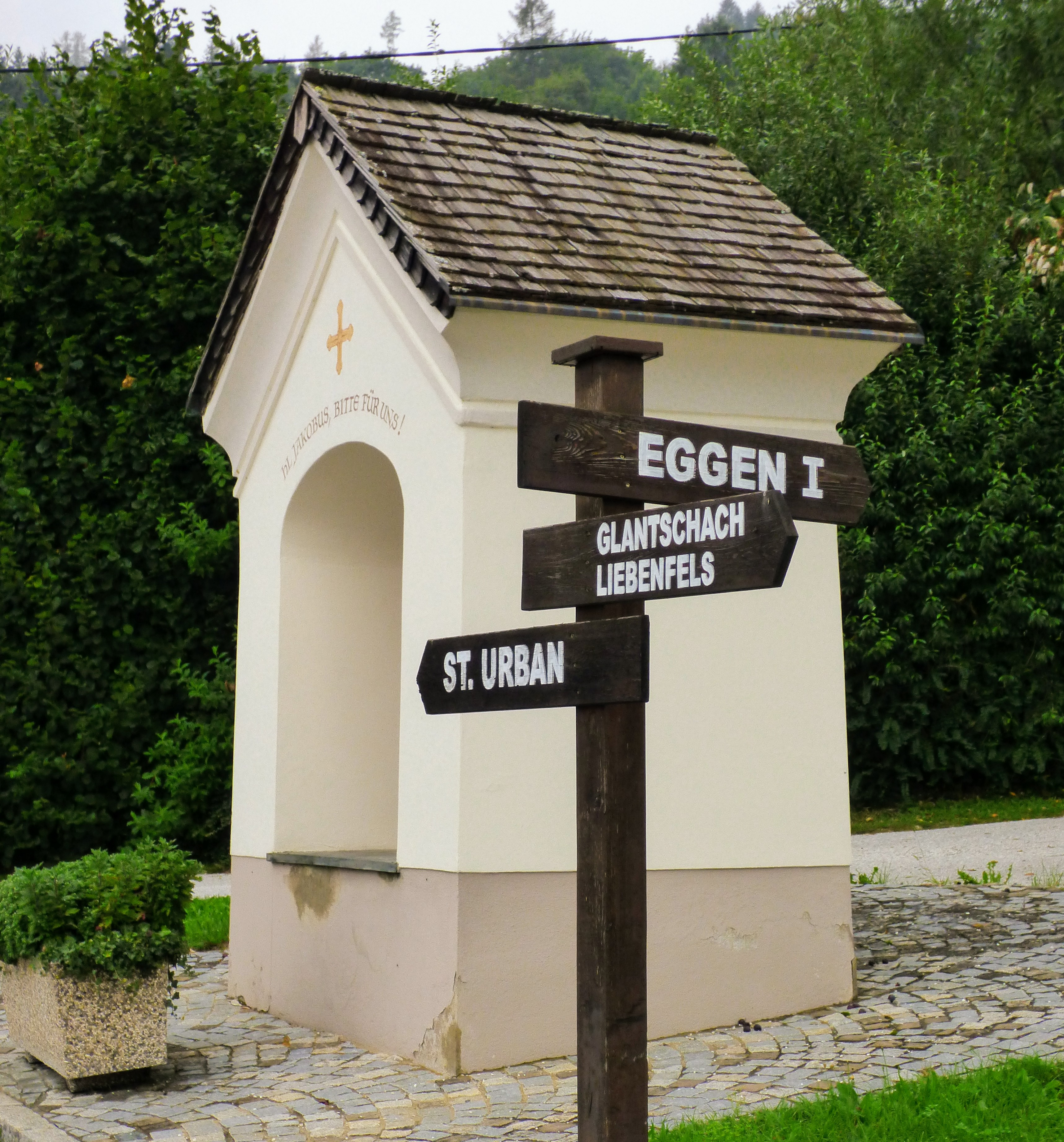
Wegweiser nach Eggen I